# Петко Чирпанлиев
Петко Атанасов Чирпанлиев е български актьор и режисьор, един от първите филмови актьори в България.

## Филмография
Като актьор:
| Година | Филми               | Роля                        |
| ------ | ------------------- | --------------------------- |
| 1930   | Под орловото гнездо | Ангел                       |
| 1922   | Момина скала        | Хюсеин, цигански старейшина |
| 1922   | Под старото небе    | Кънчо                       |
| 1921   | Виновна ли е?       | (незавършен)                |
| 1921   | Лиляна              |                             |

Като режисьор:
| Година | Филми               |
| ------ | ------------------- |
| 1930   | Под орловото гнездо |

Като сценарист:
| Година | Филми               |
| ------ | ------------------- |
| 1930   | Под орловото гнездо |